# جوستين نيومان
جوستين نيومان (بالألمانية: Justin Neumann)‏ (17 مارس 1998 في ألمانيا - ) هو لاعب كرة قدم ألماني في مركز الوسط.

## وصلات خارجية
- جوستين نيومان على موقع قاعدة بيانات كرة القدم.إي يو (الإنجليزية)
- جوستين نيومان على موقع بيانات كرة القدم. دي إي (الألمانية)
- جوستين نيومان على موقع عالم كرة القدم.نت (الإنجليزية)